# Fala Música
Fala Música est un ensemble de musique ancienne dirigé par Maurice van Lieshout.

## Fala Música
L'ensemble Fala Música a été créé en 1995 dans le but d'étudier et d'exécuter la musique de la fin du Moyen Âge. Après avoir élaboré des programmes, donnés en concert et consacrés aux chansons italiennes des XIIIe et XIVe siècles (par exemple Laude, Codex Rossi et Landini), l'ensemble s'est concentré, en particulier ces dernières années, sur la période 1375-1420 aux Pays-Bas (méridionaux et septentrionaux).  À ce moment novateur, entre Guillaume de Machaut et Guillaume Dufay, furent posés les fondements de l'école franco-flamande. Par ses interprétations, l'ensemble vise à rendre justice à l'aspect d'improvisation d'un répertoire dont les manuscrits dans lesquels il est conservé ne constituent que des partitions considérablement réduites de la musique telle que l'on pouvait l'entendre à l'époque.  Particulièrement en ce qui concerne la partie instrumentale du répertoire, Fala Música entreprend une quête de la musique cachée derrière la notation musicale telle qu'elle est conservée. L'ensemble joue à partir de la notation originale. La distribution peut varier selon le projet.
L'ensemble Fala Música s'est produit régulièrement dans des séries et des festivals de renom tels que Musica Antiqua (Bruges, 2000 et 2002), Laus Polyphoniae (Anvers, 2000), le Netwerk voor de Oude Muziek (le Réseau de la musique ancienne, 2000 et 2003), le Festival de musique ancienne de Copenhague, le Festival de Flandre (Bruxelles, Gand, Malines et Ostende), le Festival Musica Sacra (2003), le Musée de Cluny (Paris), etc. L'ensemble a collaboré avec différentes organisations de diffusion de radio et de télévision (Canvas, Klara, KRO…).
Fala Música collabore avec des spécialistes dans le domaine de la musique, de la science, de la linguistique et de l'organologie. Ainsi, l'ensemble s'est investi dans la reconstruction expérimentale de l'une des plus anciennes flûtes à bec : un petit instrument du XIVe siècle, trouvé à Dordrecht. Un luth et une vièle ont été copiés, respectivement par Carel Huiskamp et Amit Tiefenbrunn, sur la base de fresques italiennes très détaillées. Une trompette à coulisse a été copiée par Graham Nicholson d'après le modèle le plus ancien encore existant, datant du début du XVe siècle et retrouvé dans un puits à Poitiers. 
Maurice van Lieshout, directeur musical de Fala Música, a étudié la flûte et le piano à Tilbourg, La Haye et Milan. Il coordonne et enseigne la masterstudie instrumentale de la musique modale de la Schola Cantorum Brabantiae au conservatoire Fontys de Tilbourg. Aussi est-il professeur d'improvisation historique à la Hochschule für Musik de Francfort et à celle de Leipzig. Il est également actif dans le domaine de la musique contemporaine en tant que partenaire de duo du percussionniste Eduardo Leandro. 
Lorsque la Bibliothèque royale (Pays-Bas) décide de rendre public et consultable le manuscrit de Gruuthuse, nouvellement acquis, sur son site web, l'ensemble Fala Música, auquel sont venus s'ajouter les chanteurs Bram Verheijen et Paulien van der Werff, enregistre, en février 2007, trois chansons dans une nouvelle transcription réalisée par Ike de Loos. Ces chansons inédites peuvent donc actuellement être écoutées en ligne.

## Ressources

### Discographie
- (nl) BRINKMAN, Herman (dir.).  Liefde, leven en devotie: poëzie uit het Gruuthusehandschrift [+ CD d'une sélection de six chansons du manuscrit de Gruuthuse, interprétées par l'ensemble de musique ancienne Fala Música], Amersfoort, Bekking & Blitz, 2013, 96 p.  (ISBN 978-90-610-9463-0).

### Sources principales
- (nl) Discografie, page concernant le manuscrit de Gruuthuse, sur le site web de la Bibliothèque royale des Pays-Bas (La Haye), qui a acquis ce manuscrit et qui y a consacré tout un dossier en ligne avec fichier audio de l'interprétation de trois chansons de ce manuscrit par Fala Música.
- (nl) Fala Música, présentation de l'ensemble sur le site web de la Fondation brabançonne pour la musique ancienne (Stichting Oude Muziek Brabant).